# China Cargo Airlines
China Cargo Airlines (en chino simplificado, 中国货运航空有限公司; pinyin, zhōngguó huòyùn hángkōng ǒuxiàn gōngsī) es una aerolínea de carga con sede en el Aeropuerto Internacional Hongqiao en Shanghái, China. Es la primera aerolínea china dedicada exclusivamente a servicios de carga usando la estructura de rutas de China Eastern Airlines. Su base principal es el Aeropuerto Internacional Hongqiao, con un hub en el Aeropuerto Internacional Pudong.

## Historia
La aerolínea fue fundada el 30 de julio de 1998 y comenzó a operar en octubre del mismo año. Fue fundada como una empresa conjunta entre China Eastern Airlines (70%) y China Ocean Shipping (30%). Adoptó brevemente el nombre de China Eastern Airlines Cargo, pero volvió a su nombre original de nuevo tras convertirse en una filial independiente en 2004.
La aerolínea llegó a un acuerdo con su empresa matriz, China Eastern Airlines, para la inyección de más capital, aunque redujo su participación del 70 a poco más del 51 por ciento. La participación de China Ocean Shipping se redujo a 17 por ciento. Esto permitió a Singapore Airlines Cargo hacerse con el 16 por ciento de la aerolínea. Además, Eva Air también compró una participación del 16 por ciento en la empresa.
En 2011 China Cargo Airlines fusionó sus operaciones con Great Wall Airlines y Shanghai Airlines Cargo, las dos cambiaran su nombre a China Cargo Airlines progresivamente.

## Flota

### Flota Actual
La flota de China Cargo Airlines se compone de las siguientes aeronaves con una edad media de 3,6 años (a marzo de 2024):